# Zoothera everetti
El zorzal de Everett (Zoothera everetti) es una especie de ave paseriforme de la familia Turdidae endémica de la isla de Borneo. Su nombre conmemora al naturalista y administrador colonial británico Alfred Hart Everett.

## Distribución y hábitat
El zorzal de Everett es endémico de Borneo, donde se encuentra únicamente en las montañas de Sabah y el norte de Sarawak, en el norte de la isla. Su  hábitat natural son los bosques húmedos tropicales de montaña. Está amenazado por la destrucción de su hábitat.